# Capaci
Capaci ist eine Gemeinde in der Metropolitanstadt Palermo in der Region Sizilien in Italien mit 11.334 Einwohnern (Stand 31. Dezember 2023).

## Lage und Daten
Capaci liegt 20 km westlich von Palermo direkt am Tyrrhenischen Meer. Die Einwohner arbeiten hauptsächlich in der Landwirtschaft oder leben vom Tourismus.
Die Nachbargemeinden sind Carini, Isola delle Femmine und Torretta.

## Geschichte

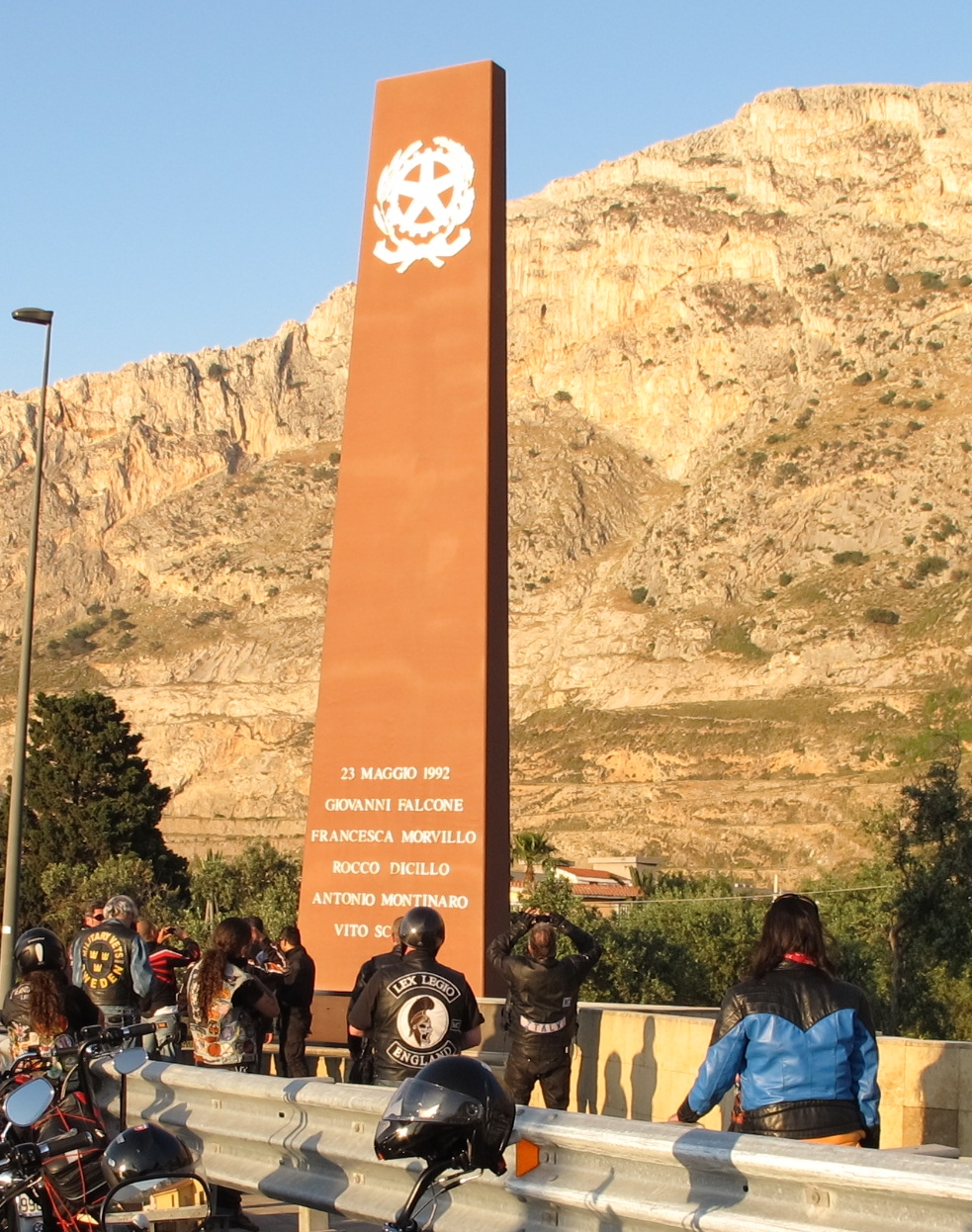
Denkmal an Giovanni Falcone

Der Ort wurde 1241 gegründet.
Am 23. Mai 1992 zündete der Mafia-Killer Giovanni Brusca in einem Regenwasserkanal unter der Autostrada A29 500 kg  Sprengstoff, um den Staatsanwalt und Mafiajäger Giovanni Falcone zu töten, der in einem Konvoi von drei gepanzerten PKW die A 29 befuhr. Im ersten PKW starben drei Polizisten; im zweiten PKW starben Falcone und seine zweite Ehefrau Francesca Morvillo; 23 Menschen wurden verletzt. Die Tat wurde als „Strage di Capaci“ (das „Massaker von Capaci“) bekannt.
Der vatikanische Diplomat Salvatore Siino wurde 1904 in Capaci geboren.

## Sehenswürdigkeiten
Die Pfarrkirche stammt aus dem  18. Jahrhundert.